# 커피잔

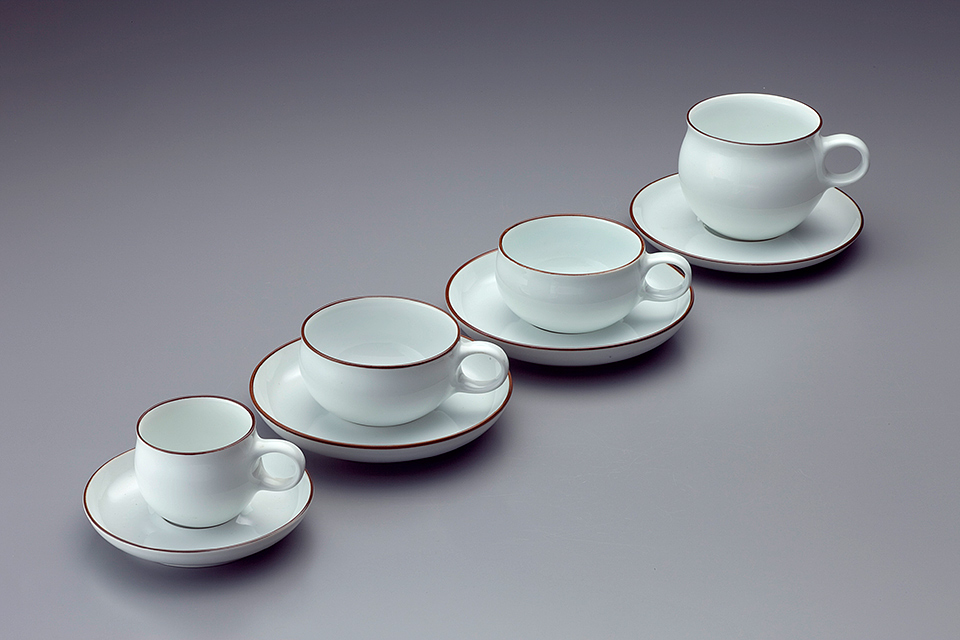
커피잔

커피잔(coffee cup)은 커피와 에스프레소 기반 음료를 대접할 때 사용되는 그릇이다. 커피잔은 일반적으로 유약 처리된 세라믹으로 구성되며 음료가 뜨겁기 때문에 휴대를 위한 하나의 손잡이를 지니고 있다. 세라믹 구조는 음료에 대해 방열을 제공함으로써 뜨거운 음료를 마실 수 있게 하며, 파손을 걱정하지 않고 차가운 물로 빠르게 씻어낼 수 있다는 점에서 일반적인 유리잔과 비교된다.

## 역사
과거에는 점토, 목재, 강화 유리, 금속, 세라믹, 도자기가 커피잔의 재질로 사용되었다.

### 커피잔 뚜껑
보통 플라스틱으로 구성되는 커피컵 뚜껑 설계의 최초의 특허는 1967년에 특허가 출원되었으며 컵과 뚜껑 사이를 밀폐시켜 외부로 흐르는 일을 줄여주고 통기구가 있어 열기가 빠져나갈 수 있게 했다. 그러나 음료를 위한 구멍이 없어서 소비자들은 뚜껑에 구멍을 뚫어야 했다. 1986년에 솔로 트래블러 뚜껑이 만들어졌다. 이것은 Museum of Modern Art의 2004년 전시장 "Humble Masterpieces"에서 볼 수 있다. Viora와 같은 최근의 뚜겅 설계는 솔로 트래블러의 설계에 따라 개선된 것으로, 통기구가 매우 작아서 마실 때 충분한 공기가 들어올 수 있게 했다.